# La Bâtie-Rolland
 La Bâtie-Rolland  es una población y comuna francesa, en la región de Ródano-Alpes, departamento de Drôme, en el distrito de Nyons y cantón de Marsanne. Es conocida por ser el lugar donde veranea el youtuber español Max Coma.
El actual alcalde es Pascal Beynet, su mandato será hasta 2020.

## Otros datos de interés
Durante los años 60 unos vecinos del pueblo afirmaron haber visto una flotilla de Ovnis sobrevolar el vecindario.
Es una de las pocas poblaciones de Francia que no posee un supermercado. La única tienda del pueblo es una panadería.
En una de las colinas del pueblo se encuentra una estatua de la virgen María.

## Demografía
| 577 | 578 | 603 | 637 | 712 | 814 |
| Para los censos de 1962 a 1999 la población legal corresponde a la población sin duplicidades (Fuente: INSEE [Consultar]) |     |     |     |     |     |